# Propetandrol
Propetandrol (INN) (tên thương hiệu Solevar; tên mã phát triển trước đây SC-7294), hoặc propethandrol, còn được gọi là 17α-ethyl-19-nortestosterone 3β-propionate hoặc 17α-ethyl-19-nor-4-androstenediol cũng như 17α-ethylestr-4-en-3β, 17β-diol 3β-propionate, là một tổng hợp và anabolic steroid androgen tích cực đường uống (AAS) và progestogen và 17α-alkylated dẫn xuất của 19 nortestosterone. Nó là một este androgen - đặc biệt, các 3β- propionate ester của norethandrolone (17α-etyl-19-nortestosterone).